# Liste der Einträge im National Register of Historic Places im Brown County (Wisconsin)

Lage des Brown County in Wisconsin

Die Liste der Registered Historic Places im Brown County in Wisconsin führt alle Bauwerke und historischen Stätten im Brown County auf, die in das National Register of Historic Places aufgenommen wurden.

## Legende
| NRHP | Historic Place    |
| HD   | Historic District |

## Aktuelle Einträge
| [ 2 ] | Name                                                          | Bild                                                          | Eintragsdatum        | Lage | Ort         | Beschreibung |
| ----- | ------------------------------------------------------------- | ------------------------------------------------------------- | -------------------- | --- | ----------- | --- |
| 1     | Astor Historic District                                       | Astor Historic District                                       | 1980 ID-Nr. 80000107 | Abgegrenzt durch Mason Street (nördlich), Webster Avenue (östlich), Grignon Street (südlich), und der Fox River (westlich) 44° 30′ 12″ N, 88° 1′ 5″ W   | Green Bay   | Im frühen 20. Jahrhundert errichtetes Stadtviertel mit vielen Häusern im viktorianischen Stil |
| 2     | Baird Law Office                                              | Baird Law Office                                              | 1970 ID-Nr. 70000025 | Heritage Hill State Park, 2640 South Webster Avenue 44° 28′ 26″ N, 88° 1′ 49″ W                                                                         | Allouez     | 1835 im Stil des Greek Revival errichtetes Wohnhaus; diente später als Anwaltskanzlei und befindet sich seit 1975 im Heritage Hill State Park, einem Freiluftmuseum in Allouez an der südöstlichen Stadtgrenze von Green Bay |
| 3     | Broadway-Dousman Historic District                            | Broadway-Dousman Historic District                            | 1999 ID-Nr. 99000330 | Block 300-400 Dousman Street, ein Teil des Blocks 300 North Chestnut Street und teilweise die Blöcke 200-300 North Broadway 44° 31′ 17″ N, 88° 1′ 16″ W | Green Bay   | Zwölf zwischen 1873 und 1947 errichtete Gebäude im Stadtzentrum |
| 4     | Broadway-Walnut Historic District                             | Broadway-Walnut Historic District                             | 1999 ID-Nr. 99000817 | Block 400 West Walnut Street, Block 100 Pearl Street, Block 100 Broadway 44° 31′ 8″ N, 88° 1′ 18″ W                                                     | Green Bay   | 20 zwischen 1879 und 1947 errichtete Gebäude |
| 5     | Brown County Courthouse                                       | Brown County Courthouse                                       | 1976 ID-Nr. 76000053 | 100 South Jefferson Street 44° 30′ 46″ N, 88° 0′ 52″ W                                                                                                  | Green Bay   | Von 1908 bis 1911 im Beaux-Arts-Stil errichtetes Justiz- und Verwaltungsgebäude des Brown County |
| 6     | Chicago and North Western Railway Passenger Depot             | Chicago and North Western Railway Passenger Depot             | 1999 ID-Nr. 99001633 | 202 Dousman Street 44° 31′ 17″ N, 88° 1′ 6″ W | Green Bay   | 1898 im Stil der Neorenaissance errichtetes Bahnhofsgebäude der früheren C&NW; beherbergt heute die Brauerei Titletown Brewing Company                                                                                       |
| 7     | Christ Episcopal Church Complex                               | Christ Episcopal Church Complex                               | 2012 ID-Nr. 12000852 | 425 Cherry Street 44° 30′ 50″ N, 88° 0′ 41,6″ W | Green Bay   | 1899 im neugotischen Stil errichtete Kirche |
| 8     | Cotton House                                                  | Cotton House                                                  | 1970 ID-Nr. 70000026 | Heritage Hill State Park 2640 South Webster Avenue 44° 28′ 26″ N, 88° 1′ 49″ W                                                                          | Allouez     | 1845 im Stil des Greek Revival an der Beaupre Street Ecke Webster Street in Green Bay errichtetes Wohnhaus von John und Mary Cotton; 1938 an seinen heutigen Standort im Heritage Hill State Park verbracht                  |
| 9     | De Pere Lock and Dam Historic District                        | De Pere Lock and Dam Historic District                        | 1993 ID-Nr. 93001331 | Fox River und James Street 44° 26′ 58″ N, 88° 3′ 47″ W                                                                                                  | De Pere     | Unterste und letzte von 24 in der Mitte des 19. Jahrhunderts angelegten Schleusen für die Schifffahrt auf dem Fox River sowie Schleusenwärterhaus                                                                            |
| 10    | De Pere Public Library                                        | De Pere Public Library                                        | 2002 ID-Nr. 02001106 | 380 Main Avenue 44° 26′ 59″ N, 88° 4′ 13″ W | De Pere     | 1937 im Rahmen einer Arbeitsbeschaffungsmaßnahme von der Public Works Administration errichtete Bibliothek |
| 11    | Joel S. Fisk House                                            | Joel S. Fisk House                                            | 1978 ID-Nr. 78000420 | 123 North Oakland Avenue 44° 31′ 8″ N, 88° 1′ 36″ W | Green Bay   | Von 1862 bis 1867 im Italianate-Stil errichtetes Wohnhaus |
| 12    | Fort Howard Hospital                                          | Fort Howard Hospital                                          | 1979 ID-Nr. 71001075 | Heritage Hill State Park 2640 South Webster Avenue 44° 28′ 26″ N, 88° 2′ 4″ W                                                                           | Allouez     | Von 1834 bis 1835 im Federal Style errichtetes Krankenhaus im früheren Fort Howard; 1975 an seinen heutigen Standort im Heritage Hill State Park verbracht                                                                   |
| 13    | Fort Howard Officers' Quarters                                | Fort Howard Officers' Quarters                                | 1979 ID-Nr. 72001548 | Heritage Hill State Park 2640 South Webster Avenue 44° 28′ 26″ N, 88° 2′ 4″ W                                                                           | Allouez     | 1982 erfolgter Nachbau des 1830 im Federal Style errichteten Gebäudes mit den Offiziersquarieren von Fort Howard |
| 14    | Fort Howard Ward Building                                     | Fort Howard Ward Building                                     | 1979 ID-Nr. 72001547 | Heritage Hill State Park 2640 South Webster Avenue 44° 28′ 26″ N, 88° 2′ 4″ W                                                                           | Allouez     | Gebäude im Heritage Hill State Park |
| 15    | Fox Theatre                                                   | Fox Theatre                                                   | 2000 ID-Nr. 00000256 | 117 South Washington Street 44° 30′ 49″ N, 88° 0′ 59″ W                                                                                                 | Green Bay   | 1929 im Art-déco-Stil errichtetes Theater |
| 16    | Grassy Island Range Lights                                    | Grassy Island Range Lights                                    | 2005 ID-Nr. 04001484 | 100 Bay Beach Road 44° 32′ 11″ N, 88° 0′ 18″ W | Green Bay   | 1872 errichtete Leuchtfeuer für die Hafeneinfahrt von Green Bay |
| 17    | Otto and Hilda Gretzinger House                               | Otto and Hilda Gretzinger House                               | 2011 ID-Nr. 11000747 | 922 North Broadway 44° 27′ 28″ N, 88° 3′ 22″ W | De Pere     | 1915 errichteter Bungalow von Otto und Hilda Gretzinger |
| 18    | Hazelwood                                                     | Hazelwood                                                     | 1970 ID-Nr. 70000027 | 1008 South Monroe Avenue 44° 30′ 3″ N, 88° 1′ 8″ W | Green Bay   | 1837 im Stil des Greek Revival errichteter Familiensitz von Morgan L. Martin und seiner Frau Elizabeth |
| 19    | Henry House                                                   | Henry House                                                   | 1980 ID-Nr. 80000108 | 1749 Riverside Drive 44° 37′ 52″ N, 88° 3′ 11″ W | Suamico     | Der frühere Gasthof Weed Mill Inn wurde 1862 von den Brüdern Weed errichtet |
| 20    | Holy Cross Church and Convent                                 | Holy Cross Church and Convent                                 | 2001 ID-Nr. 01000685 | 3001 Bay Settlement Road 44° 33′ 20″ N, 87° 53′ 27″ W                                                                                                   | Green Bay   | 1862 errichtete katholische Kirche |
| 21    | Kellogg Public Library and Neville Public Museum              | Kellogg Public Library and Neville Public Museum              | 1981 ID-Nr. 81000035 | 125 South Jefferson Street 44° 30′ 44″ N, 88° 0′ 49″ W                                                                                                  | Green Bay   | 1903 im neoklassizistischen Stil errichtete Bibliothek mit 1926 angebautem Museum |
| 22    | C. A. Lawton Company                                          | C. A. Lawton Company                                          | 1992 ID-Nr. 91001985 | 233 North Broadway 44° 27′ 2″ N, 88° 3′ 39″ W | De Pere     | 1880 errichtete Gießerei, die bis 1971 in Betrieb war; heute Apartments |
| 23    | Little Kaukauna Lock and Dam Historic District                | Little Kaukauna Lock and Dam Historic District                | 1993 ID-Nr. 93001332 | Fox River und Mill Road 44° 22′ 42″ N, 88° 7′ 23″ W | De Pere     | Vorletzte von 24 in der Mitte des 19. Jahrhunderts angelegten Schleusen für die Schifffahrt auf dem Fox River sowie Schleusenwärterhaus                                                                                      |
| 24    | Main Avenue Historic District                                 | Main Avenue Historic District                                 | 2010 ID-Nr. 09001314 | 301-377 Main Avenue 44° 26′ 50,9″ N, 88° 4′ 10,1″ W | De Pere     | 18 zwischen 1883 und 1950 errichtete Geschäftshäuser in verschiedenen Baustilen |
| 25    | Main Hall                                                     | Main Hall                                                     | 1988 ID-Nr. 88002001 | 3rd Street Ecke College Avenue 44° 26′ 39″ N, 88° 3′ 59″ W                                                                                              | De Pere     | 1903 im Richardsonian Romanesque genannten Baustil errichtetes Hauptgebäude des St. Norbert College |
| 26    | Milwaukee Road Passenger Depot                                | Milwaukee Road Passenger Depot                                | 1996 ID-Nr. 96000906 | 400 South Washington Street 44° 30′ 38″ N, 88° 1′ 8″ W                                                                                                  | Green Bay   | 1898 errichtete Bahnstation der damaligen Milwaukee Road, die bis 1957 in Betrieb war |
| 27    | Mueller-Wright House                                          | Mueller-Wright House                                          | 1978 ID-Nr. 78000078 | Washington Street Ecke Mueller Street 44° 19′ 35″ N, 88° 9′ 43″ W                                                                                       | Wrightstown | In den 1840er Jahren im Stil des Greek Revival errichtetes Wohnhaus |
| 28    | John T. and Margaret Nichols House                            | John T. and Margaret Nichols House                            | 2005 ID-Nr. 05000954 | 128 Taft Avenue 44° 28′ 9″ N, 88° 2′ 7″ W | Allouez     | |
| 29    | North Broadway Street Historic District                       | North Broadway Street Historic District                       | 1983 ID-Nr. 83003368 | Broadway, Ridgeway Boulevard, Morris Street, Fulton Street, Franklin Street, Cass Street, Front Street und Wisconsin Street 44° 27′ 14″ N, 88° 3′ 37″ W | De Pere     | Stadtviertel mit zwischen 1836 und 1923 in verschiedenen Baustilen errichteten Häusern |
| 30    | North Michigan Street-North Superior Street Historic District | North Michigan Street-North Superior Street Historic District | 2007 ID-Nr. 07000707 | Abgegrenzt durch Ridgeview Boulevard, North Wisconsin Street, North Huron Street und George Street 44° 27′ 8,5″ N, 88° 3′ 24,9″ W                       | De Pere     | Eines der ältesten Wohnviertel Wisconsins mit ab 1867 in verschiedenen Baustilen errichteten Wohnhäusern |
| 31    | Oakland-Dousman Historic District                             | Oakland-Dousman Historic District                             | 1988 ID-Nr. 88000455 | Abgegrenzt durch Dousman Street, Oakland Avenue, Shawano Avenue, Antoinette Street und Francis Street 44° 31′ 12″ N, 88° 1′ 30″ W                       | Green Bay   | Wohnviertel mit vor 1888 in verschiedenen Baustilen errichteten Häusern |
| 32    | Randall Avenue Historic District                              | Randall Avenue Historic District                              | 2007 ID-Nr. 07000370 | Abgegrenzt durch Ridgeway Boulevard, Oakdale Avenue und Glenwood Avenue 44° 27′ 22,7″ N, 88° 3′ 15,4″ W                                                 | De Pere     | Wohnviertel, das während der Great Depression in verschiedenen Baustilen errichtet wurde |
| 33    | Angeline Champeau Rioux House                                 | Angeline Champeau Rioux House                                 | 1994 ID-Nr. 94001251 | 2183 Glendale Avenue 44° 33′ 42″ N, 88° 4′ 7″ W | Howard      | 1828 errichtetes Wohnhaus; später wurden Soldaten des Fort Howard hier einquartiert; diente als Station der Underground Railroad                                                                                             |
| 34    | Rockwood Lodge Barn and Pigsty                                | Rockwood Lodge Barn and Pigsty                                | 2004 ID-Nr. 04000412 | 5632 Sturgeon Bay Road 44° 37′ 57″ N, 87° 48′ 11″ W | Green Bay   | |
| 35    | J.B. Smith House and Granary                                  | J.B. Smith House and Granary                                  | 2004 ID-Nr. 04000446 | 5121 Gravel Pit Road 44° 37′ 48″ N, 87° 48′ 16″ W | Green Bay   | |
| 36    | South Broadway Historic District                              | South Broadway Historic District                              | 2010 ID-Nr. 09001272 | 101-129 South Broadway 44° 26′ 54,2″ N, 88° 3′ 36,3″ W                                                                                                  | De Pere     | Nach dem Brand von 1882, als die vorher hier stehenden Holzhäuser niederbrannten, wurde aus Backsteinen der gesamte Distrikt mit Geschäftshäusern neu bebaut.                                                                |
| 37    | Steckart and Falck Double Block                               | Steckart and Falck Double Block                               | 2011 ID-Nr. 11000758 | 112-118 North Broadway 44° 26′ 58″ N, 88° 3′ 38″ W | De Pere     | 1888 im Italianate-Stil errichtetes großes Geschäftshaus |
| 38    | Tank Cottage                                                  | Tank Cottage                                                  | 1970 ID-Nr. 70000028 | Heritage Hill State Park 2640 South Webster Avenue 44° 30′ 39″ N, 88° 2′ 5″ W                                                                           | Allouez     | Seit 1803 Stück für Stück errichtete Blockhütte; 1850 von Otto Tank gekauft, der die Seitenflügel hinzufügte; 1956 in den Heritage Hill State Park verlegt                                                                   |
| 39    | Union House Hotel                                             | Union House Hotel                                             | 2003 ID-Nr. 03001216 | 200 North Broadway 44° 27′ 9″ N, 88° 3′ 36″ W | De Pere     | 1883 im viktorianischen Stil errichtetes Hotel |
| 40    | Wisconsin State Reformatory                                   | Wisconsin State Reformatory                                   | 1990 ID-Nr. 90000641 | Riverside Drive Ecke WI 172 44° 28′ 14″ N, 88° 2′ 12″ W                                                                                                 | Allouez     | 1898 als Jugendstrafanstalt eröffnet; seit 1972 Hochsicherheitsgefängnis für männliche Erwachsene |
| 41    | Zippin Pippin                                                 | Zippin Pippin                                                 | 2007 ID-Nr. 07001166 | Bay Beach Amusement Park 44° 31′ 51,3″ N, 87° 58′ 51″ W                                                                                                 | Green Bay   | Eine der ältesten Holzachterbahnen des Landes; Ursprünglich 1912 im East End Park Memphis errichtet; 2010 demontiert und in Green Bay wieder aufgebaut                                                                       |